# Lotto-Belisol Ladies/2012
Deze pagina geeft een overzicht van Lotto-Belisol Ladies in 2012.

## Rensters
| Naam                 | Geboortedatum | Nationaliteit | Ploeg 2012                   |
| -------------------- | ------------- | ------------- | ---------------------------- |
| Bo Carless           | 23-07-1993    | België        | Neo                          |
| Robyn de Groot       | 26-12-1982    | Zuid-Afrika   | ?                            |
| Sofie De Vuyst       | 02-04-1987    | België        |                              |
| Ann-Sophie Duyck     | 23-07-1987    | België        | WC Steeds Vooraan            |
| Joline Goossens      | 18-06-1985    | België        |                              |
| Kaat Hannes          | 21-11-1991    | België        | Topsport Vlaanderen - Ridley |
| Ludivine Henrion     | 23-01-1984    | België        |                              |
| Ashleigh Moolman     | 09-12-1985    | Zuid-Afrika   |                              |
| Nathalie Nijns       | 01-07-1993    | België        | Neo                          |
| Lise Olivier         | 10-05-1983    | Zuid-Afrika   | ?                            |
| An Li Pretorius      | 16-08-1987    | Zuid-Afrika   | ?                            |
| Kim Schoonbaert      | 02-03-1986    | België        |                              |
| Cherise Taylor       | 06-11-1989    | Zuid-Afrika   |                              |
| Joanna van de Winkel | 22-04-1982    | Zuid-Afrika   |                              |
| Katrien Van Looy     | 19-06-1989    | België        | ?                            |

## Overwinningen
| La Route de France 2e etappe: Cherise Taylor Zuid-Afrikaans kampioenschap Wegrit: Ashleigh Moolman Tijdrit: Cherise Taylor | Ronde van Free State 4e etappe Ashleigh Moolman Tour d'Ardèche Tijdrit Ashleigh Moolman Afrikaanse kampioenschappen Tijdrit Ashleigh Moolman Wegrit Ashleigh Moolman |

2006 · 2007 · 2008 · 2009 · 2010 · 2011 · 2012 · 2013 · 2014 · 2015 · 2016 · 2017 · 2018 · 2019 · 2020 · 2021 · 2022 · 2023 · 2024